# Loxosomella olei
Loxosomella olei är en bägardjursart som beskrevs av Ernst Marcus 1957. Loxosomella olei ingår i släktet Loxosomella och familjen Loxosomatidae. Inga underarter finns listade i Catalogue of Life.